# Agnes Grey
Pour les articles homonymes, voir Grey.
Agnes Grey est le premier des deux romans de la femme de lettres anglaise Anne Brontë. Publié en décembre 1847 sous le pseudonyme d'Acton Bell, il paraît en France pour la première fois en 1859. Le roman est fondé sur la propre expérience de l'autrice comme gouvernante, et présente certains rapports stylistiques avec les romans de la femme de lettres anglaise Jane Austen (1775-1817), plus importants que dans les textes suivants. À l'instar de Jane Eyre, écrit par Charlotte, la sœur d'Anne (publié en octobre 1847), le livre décrit la position précaire des gouvernantes et la façon dont les jeunes femmes exerçant cette profession en sont affectées.

## Résumé
Agnès Grey est la fille du pasteur d'un village du nord de l'Angleterre. Ses parents ayant subi un revers de fortune, Agnès décide de les aider financièrement en occupant l'un des rares emplois permis aux femmes respectables au début de l'ère victorienne : gouvernante d'enfants de riches. Elle travaille dans deux familles, les Bloomfield et les Murray, et doit bientôt faire face à  l'indiscipline des enfants gâtés. Elle s'aperçoit aussi que, dans cette riche bourgeoisie terrienne, l'argent et le statut détruisent les valeurs sociales et morales.